# Pediobius illustris
Pediobius illustris är en stekelart som först beskrevs av James Waterston 1915.  Pediobius illustris ingår i släktet Pediobius och familjen finglanssteklar. Inga underarter finns listade i Catalogue of Life.